# Viedma
Viedma è una città dell'Argentina, capitale della provincia del Río Negro e capoluogo del dipartimento di Adolfo Alsina. Sorge lungo le rive del Río Negro, di fronte alla cittadina bonaerense di Carmen de Patagones.

## Geografia
Viedma è situata sulla riva destra del fiume Río Negro, a 30 km dalla foce nell'Oceano Atlantico. La città sorge a 915 km a sud-ovest dalla capitale nazionale Buenos Aires.

## Storia
Viedma e Carmen de Patagones, furono fondate da Francisco de Viedma y Narváez col nome di Nuestra Señora del Carmen il 22 aprile 1779. Sulla sponda destra del Río Negro fu costruito un forte che tuttavia verrà presto distrutto da un attacco dei nativi. Un nuovo fortino fu edificato sulla riva sinistra, dove si sviluppò e ingrandì l'odierna cittadina di Carmen de Patagones. Nei decenni successivi l'insediamento si espanse anche sulla sponda destra del Río Negro. Le due località rimasero unificate amministrativamente sino all'11 ottobre 1878, quando con lo spostamento del confine tra la provincia di Buenos Aires ed il territorio del Río Negro fu portato proprio su questo fiume. 
In seguito alla conquista del deserto, la città divenne capitale dell'intera Patagonia Argentina, e successivamente, quando la Patagonia fu suddivisa in più territori, divenne capitale del Río Negro. Nel 1879, il governatore del territorio Alvaro Barros cambiò il nome della città in Viedma. Durante la violenta inondazione del 1899, la capitale del Río Negro fu temporaneamente trasferita a Choele Choel, ma fu rapidamente riportata a Viedma l'anno seguente.
Durante la presidenza di Raúl Alfonsín fu proposto di trasferire la capitale dell'Argentina da Buenos Aires a Viedma, ma l'idea non ebbe seguito.

## Monumenti e luoghi d'interesse
- Cattedrale di Nostra Signora della Mercede, costruita tra il 1884 ed il 1885, fu uno dei pochi edifici della città a sopravvivere all'inondazione del 1899.

## Società

### Religione
La città è sede della diocesi di Viedma, istituita il 20 aprile 1934 e suffraganea dell'arcidiocesi di Bahía Blanca.

## Cultura

### Istruzione

#### Musei
- Museo Storico Provinciale "José Eugenio Tello"
- Museo Salesiano
- Museo dell'Acqua e del Suolo

## Infrastrutture e trasporti

### Strade
Viedma è attraversata dalla strada nazionale 3, che unisce Buenos Aires alla Patagonia.

### Aeroporti
L'aeroporto Gobernador Edgardo Castello (codice VDM) dispone di voli regolari su Buenos Aires, Neuquén, San Carlos de Bariloche, Puerto Madryn, Trelew, Comodoro Rivadavia, Mar del Plata, e altre città argentine. È situato a 6 km dal centro cittadino, ed ha un traffico annuale medio di 30.000 passeggeri.
30 km a valle da Viedma, lungo il fiume, la località balneare El Cóndor sulla costa atlantica, è la spiaggia turistica più visitata della regione.